# Valoración de enfermería
La valoración de enfermería es una recolección de información acerca del estado fisiológico, psicológico, sociológico y espiritual del paciente llevada a cabo por el enfermero. 

## Estado uno del proceso de enfermería
La valoración es el primer paso del proceso de enfermería en el cual el enfermero debe llevar a cabo una evaluación de enfermería completa y holística de las necesidades de cada paciente, sin considerar la razón para el encuentro. Usualmente, se emplea un marco de valoración basado en una teoría de enfermería.
El propósito de esta etapa es identificar los problemas de enfermería del paciente. Estos problemas son expresados ya sea como reales o potenciales. Por ejemplo, un paciente que se haya inmóvil debido a un accidente de tráfico en la carretera puede ser valorado como que tenga el "riesgo de alteración de la integridad cutánea relacionado con inmovilidad".
La valoración de enfermería es el principal y primer paso en la atención del paciente, ya que de ello dependerán las acciones y tratamiento que se le dará en conjunto con el médico, siendo esto de gran importancia tanto para la reintegración del paciente a su vida cotidiana y a la sociedad y como parte de un compromiso médico legal. El identificar las lesiones o daño a la integridad biopsicosocial debido al deterioro por enfermedad o por accidentes nos ayudará a brindar atención integral de enfermería.

## Componentes de la valoración de enfermería

### Historia de Enfermería
Realizar la historia de enfermería antes del examen físico permite al enfermero establecer un vínculo con el paciente y la familia. Los elementos de la historia incluyen:
- Estado de salud
- Curso de la presente enfermedad, incluyendo síntomas
- Manejo actual de la enfermedad
- Historia médica pasada, incluyendo historia médica de la familia
- Historia social
- Percepción de la enfermedad

### Examen psicológico y social
El examen psicológico puede incluir:
- La percepción del paciente (por qué piensa que ha sido referido/está siendo valorado; lo que espera ganar del encuentro)
- La salud emocional (estado de salud mental, formas de sobrellevar problemas, etc.)
- Salud social (alojamiento, finanzas, relaciones, genograma, estado de empleo, etnicidad, redes de apoyo, etc.)
- Salud física (salud general, enfermedades, historia previa, apetito, peso, patrones de sueño, variaciones urinarias, alcohol, tabaco, drogas ilegales; lista de cualquier medicamento prescrito con comentarios sobre su efectividad)
- Salud espiritual (¿Es importante la religión? Si es así, ¿en qué forma? ¿Qué/Quién proporciona un sentido de propósito?)
- Salud intelectual (función cognitiva, alucinaciones, delusiones, concentración, intereses, aficiones, etc.)

### Examen físico
Una valoración de enfermería incluye un examen físico: la observación o medida de los signos médicos, que pueden ser observados o medidos, o los síntomas tales como náusea o vértigo, que pueden ser sentidos por el cliente.
Las técnicas empleadas pueden incluir la inspección, palpación, auscultación y percusión añadidos a los "signos vitales" de temperatura, presión arterial, pulso y frecuencia respiratoria, y demás exámenes de los sistemas corporales tales como los sistemas cardiovascular o musculoesquelético.

## Documentación de la valoración
La valoración es documentada en la historia clínica del paciente o en los registros de enfermería, que pueden ser en papel o parte de los registros médicos electrónicos que pueden estar disponibles para todos los miembros del equipo de salud.
En la valoración de enfermería también es importante que el enfermero conozca todos los aspectos que pudieran afectar la salud, recuperación y rehabilitación del paciente. Y lo que nos va a ayudar a valorar el tratamiento que se le está brindando para saber si es el adecuado.

## Escala de valoración del dolor
Estas escalas se caracterizan porque el propio paciente es el que nos informa acerca de su dolor.

### Tipos
Unidimensionales: Se basan en la valoración de la intensidad del dolor.
1	ESCALA VERBAL SIMPLE: dolor ausente, tolerable ,moderado, intenso.
- Consiste en interrogar al paciente acerca de su dolor diciéndole que si 0 es “no dolor” y “10” es el máximo dolor imaginable, nos dé un número con el que se relacione su dolor.
- Son simples, fáciles de usar y comprender y de bajo costo.
- Su principal inconveniente es que miden un solo parámetro, la intensidad. También es un problema especificarla dimensión de cada punto y si entre estos existe un intervalo semejante.

2	ESCALAS DE CATEGORÍA NUMÉRICA (ECN)
- Existen múltiples escalas dentro de este grupo que alcanzan diferentes puntos máximos, siendo más sensibles cuanto más altos sean estos.
- A diferencia de los anteriores tiene intervalos iguales.
- Sus ventajas son semejantes a los de la escala verbal simple y su principal inconveniente es también la medida solo de la intensidad.
- Un ejemplo es la escala de 0 a 10: El paciente debe de optar por un número entre el 0 y el 10 que refleja la intensidad del dolor; todos los números aparecen encasillados, de manera que lo que deberá hacer es marcar con una X la casilla que contiene el número elegido.

3	ESCALA ANALOGICA VISUAL (VAS).
- Es una de las escalas más utilizadas para medir el dolor en la clínica.
- Consiste en una línea horizontal o vertical de 10 cm de longitud dispuesta entre 2 puntos donde figuran las expresiones “no dolor” y “máximo dolor imaginable” que corresponden a las puntuaciones de 0 y 10, respectivamente; el paciente marcara aquel punto de la línea que mejor refleje el dolor que padece.
- Sus ventajas son múltiples: simplicidad, uniformidad, sensibilidad y confiabilidad.
- Entre los inconvenientes destacan la limitación impuesta por los extremos, la falta de comprensión por parte de los pacientes y la uniformidad en la distribución de las mediciones.

4	ESCALA DE EXPRESIÓN FACIAL.
- Se representan una serie de caras con diferentes expresiones que van desde alegría, modificándose sucesivamente hacia la tristeza hasta llegar al llanto. A cada una de las caras se le asignan un número del 0 al 5, correspondiendo el 0 = no dolor y 5 = máximo dolor imaginable.

Disponible en: <https://web.archive.org/web/20150125125727/http://www.dolopedia.com/index.php/ESCALAS_SUBJETIVAS_DEL_DOLOR>

## Escala de Sedación
Cuando un paciente se encuentra sedado también existen escalas que ayudan a valorar este estado.
Por ejemplo:

### Escala de sedación de RASS
| +4 Combativo            | Combativo, violento, peligro inmediato para el grupo                         |
| +3 Muy agitado          | Agresivo, se intenta retirar tubos o catéteres                               |
| +2 Agitado              | Movimientos frecuentes y sin propósito, lucha con el respirador              |
| +1 Inquieto             | Ansioso, pero sin movimientos agresivos o violentos                          |
| 0 Despierto y tranquilo |                                                                              |
| -1 Somnoliento          | No está plenamente alerta, pero se mantiene despierto más de 10 segundos     |
| -2 Sedación leve        | Despierta brevemente a la voz, mantiene contacto visual de hasta 10 segundos |
| -3 Sedación moderada    | Movimiento o apertura ocular a la voz, sin contacto visual                   |
| -4 Sedación profunda    | Sin respuesta a la voz, con movimiento o apertura ocular al estímulo físico  |
| -5 Sin respuesta        | Sin respuesta a la voz o al estímulo físico                                  |

La información anterior se encuentra disponible igual que otras es calas en: http://www.rccc.eu/ppc/protocolos/sedoanalgesia/escalasedoanalgesia.html#&ui-state=dialog
Y como lo han mencionado en otros capítulos, LA ESCALA DE RAMSAY.

## Valoración pupilar
Otro aspecto que también es importante es la valoración pupilar.
El tamaño pupilar se valora a través de la inspección de la pupila. Si el paciente está inconsciente, el explorador le levantará ambos párpados. Se han de valorar las pupilas de ambos ojos, observando la forma, la posición y el tamaño.
Pueden revisar este tema más ampliamente en la siguiente página:
http://formacionenemergencias.blogspot.com/2012/07/valoracion-pupilar.html
Esta es una tabla útil para llevar en el bolsillo:
| Pupilas    | Características                  | Observaciones                                          |
| Isocoria   | 2 mm de diámetro                 | Normales.                                              |
| Miosis     | Menor a 2 mm de diámetro         | Intoxicación por insecticidas y drogas. Insolación.    |
| Midriasis  | Mayor de 5 mm de diámetro        | Falta de oxígeno. Intoxicación por alcohol industrial. |
| Anisocoria | Desigualdad entre ambas pupilas. | Daño cerebral. TCE o EVC                               |